# Emacs
Emacs is een groep van teksteditors met uitgebreide mogelijkheden en een krachtige macro-taal (Elisp, een vorm van Lisp).
Deze teksteditors zijn populair onder programmeurs en andere technisch ingestelde computergebruikers. De originele EMACS ontstond uit een verzameling Editor-MACroS voor de editor TECO, dat in 1958 ontstond. In 1975 gaven Richard Stallman, Guy Steele en Dave Moon de verzameling macro's de naam EMACS.
Sindsdien zijn er veel nieuwe varianten van Emacs verschenen. Twee ervan zijn breed in gebruik. De originele GNU Emacs die door Richard Stallman wordt ontwikkeld sinds 1984, en XEmacs, die wegens onvrede in 1991 zich van GNU Emacs afsplitste en nog steeds in 2014 onafhankelijk wordt ontwikkeld. De programmeertaal Elisp maakt het de gebruikers mogelijk om eigen commando's en lambdacalculus te schrijven. Zelf bevat Emacs bij installatie duizenden commando's, welke in macro's gecombineerd kunnen worden om het werk van de gebruiker te automatiseren.
In de jaren 80 van de 20e eeuw woedde er een onvermoeibare woordenstrijd over wie de beste editor had tussen gebruikers van Emacs (meestal Lisp-programmeurs van MIT of Stanford), en gebruikers van vi (meestal C-programmeurs op Unix-systemen, bijvoorbeeld uit Berkeley).